# Corentin Tolisso
Corentin Tolisso (Tarare, Ródano, 3 de agosto de 1994) es un futbolista francés que juega de centrocampista en el Olympique de Lyon de la Ligue 1.

## Trayectoria

### Olympique de Lyon

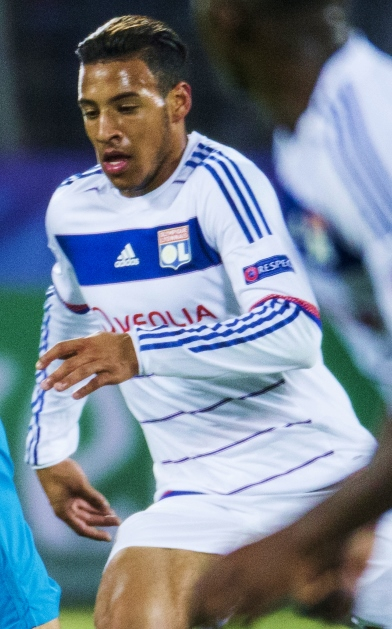
Tolisso jugando para Lyon en 2015.

Se unió a las formativas del club a la edad de 13 años. El 10 de agosto de 2013, hizo su debut profesional de la mano del director técnico Rémi Garde, ingresando a los 92 minutos en una victoria 4-0 de local contra el O. G. C. Niza por la Ligue 1. Su debut en la Liga Europa se dio el 24 de octubre de 2013, en la victoria por 1-0 sobre el HNK Rijeka en la fase de grupos de la UEFA Europa League 2013-14. Una semana más tarde, Tolisso firmó su primer contrato profesional con el club, llegando a un acuerdo que lo vinculaba al club hasta el 2017. El 9 de marzo de 2014, anotó su primer gol como jugador profesional en el tiempo de descuento (94') para darle la victoria al Lyon 2-1 contra el Burdeos por la Ligue 1. Corentin tuvo gran protagonismo en el equipo titular durante la mayor parte de la temporada, primero desempeñándose como lateral derecho en lugar de Mouhamadou Dabo y más tarde como mediocampista ofensivo tras las lesiones de Yoann Gourcuff y Gueïda Fofana.
Durante la temporada 2014-15 participó en todos los partidos de la Ligue 1, anotando siete goles y dando tres asistencias. Al final de la temporada, tras haber tenido un gran rendimiento, fue recompensado con una mejora de contrato y extendiendo su acuerdo con el club hasta 2020. En la temporada 2015-16 continuó rindiendo de manera satisfactoria, donde anotó cinco goles y estableció seis asistencias, logrando con el club el subcampeonato de la liga local.

### Bayern de Múnich
El 14 de junio de 2017 se oficializó su traspaso al fútbol alemán. Su pase del Olympique de Lyon al Bayern de Múnich hizo historia, ya que la operación se cerró por 41.5 millones de euros más 6 millones de euros en función de objetivos, convirtiéndose en el fichaje más caro en la historia del Bayern de Múnich, superando los 40 millones pagados por Javi Martínez al Athletic Club de Bilbao. Por su parte, también se convirtió en la venta más cara del equipo francés, tras superar los 38 millones que pagó el Chelsea por Michael Essien.

### Regreso a Lyon
El 1 de julio de 2022 el Olympique de Lyon confirmó su fichaje con un contrato de cinco años, hasta 2027.

## Selección nacional
Aunque nació en Francia y representó a la nación en varias selecciones inferiores, donde incluso en la sub-21 era el capitán del equipo, también fue tentado para representar a la selección de fútbol de Togo a través de su linaje paterno. Sin embargo el jugador terminó eligiendo jugar para la selección francesa. Fue convocado por primera vez (para representar a la selección mayor) para los amistosos frente a Luxemburgo y España en marzo de 2017. Hizo su debut el 28 de marzo de 2017 contra este último, comenzando el juego y siendo reemplazado por Thomas Lemar en el minuto 80 donde la selección francesa fue derrotada por 2-0 en condición de local.
El 17 de mayo de 2018 el seleccionador Didier Deschamps lo incluyó en la lista de 23 para el Mundial. Fue un relevo habitual en el mediocampo de la selección durante el torneo, y se proclamó campeón del Mundo al derrotar Francia por 4-2 a Croacia en la final.

## Estadísticas

### Clubes
Actualizado al último partido disputado el 7 de noviembre de 2024.
| Olympique de Lyon Francia | 1.ª           | 2013-14       | 14  | 1  | 0  | 2  | 0 | 0 | 9  | 0  | 0  | 25  | 1  | 0  | 0.04 |
| Olympique de Lyon Francia | 1.ª           | 2014-15       | 38  | 7  | 3  | 2  | 0 | 0 | 3  | 0  | 0  | 43  | 7  | 3  | 0.16 |
| Olympique de Lyon Francia | 1.ª           | 2015-16       | 33  | 5  | 6  | 6  | 2 | 0 | 6  | 0  | 1  | 45  | 7  | 7  | 0.16 |
| Olympique de Lyon Francia | 1.ª           | 2016-17       | 31  | 8  | 5  | 2  | 2 | 0 | 14 | 4  | 2  | 47  | 14 | 7  | 0.16 |
| Bayern de Múnich · Alemania | 1.ª           | 2017-18       | 26  | 6  | 4  | 6  | 1 | 1 | 8  | 3  | 2  | 40  | 10 | 7  | 0.25 |
| Bayern de Múnich · Alemania | 1.ª           | 2018-19       | 2   | 1  | 0  | 2  | 0 | 0 | 0  | 0  | 0  | 4   | 1  | 0  | 0.33 |
| Bayern de Múnich · Alemania | 1.ª           | 2019-20       | 13  | 1  | 2  | 5  | 0 | 0 | 10 | 3  | 3  | 28  | 4  | 5  | 0.14 |
| Bayern de Múnich · Alemania | 1.ª           | 2020-21       | 16  | 1  | 0  | 2  | 1 | 0 | 6  | 1  | 0  | 24  | 3  | 0  | 0.13 |
| Bayern de Múnich · Alemania | 1.ª           | 2021-22       | 15  | 2  | 1  | 3  | 1 | 0 | 4  | 0  | 1  | 22  | 3  | 2  | 0.14 |
| Bayern de Múnich · Alemania | Total club    | Total club    | 72  | 11 | 7  | 18 | 3 | 1 | 28 | 7  | 6  | 118 | 21 | 14 | 0.18 |
| Olympique de Lyon Francia | 1.ª           | 2022-23       | 30  | 1  | 2  | 4  | 0 | 0 | ―  | ―  | ―  | 34  | 1  | 2  | 0.03 |
| Olympique de Lyon Francia | 1.ª           | 2023-24       | 25  | 2  | 1  | 5  | 0 | 1 | —  | —  | —  | 30  | 2  | 2  | 0.07 |
| Olympique de Lyon Francia | 1.ª           | 2024-25       | 9   | 1  | 1  | 0  | 0 | 0 | 4  | 0  | 1  | 13  | 1  | 2  | 0.08 |
| Olympique de Lyon Francia | Total club    | Total club    | 180 | 25 | 18 | 21 | 4 | 1 | 36 | 4  | 4  | 237 | 33 | 23 | 0.14 |
| Total carrera | Total carrera | Total carrera | 252 | 36 | 25 | 39 | 7 | 2 | 64 | 11 | 10 | 355 | 54 | 37 | 0.15 |
| (1)Incluye datos de la Ligue 1 (2013-17); Bundesliga (2017-act.). (2)Incluye datos de la Copa de Francia (2013-17); Copa de la Liga de Francia (2013-17); Copa de Alemania (2017-Act.); Supercopa de Francia (2015-16); Supercopa de Alemania (2017) (3)Incluye datos de la Liga Europa de la UEFA (2013-15, 2016-17); UEFA Champions League (2015-Act.). |               |               |     |    |    |    |   |   |    |    |    |     |    |    |      |

### Selección nacional
Actualizado al último partido jugado el 15 de julio de 2018.
| Selección | Año   | Amistosos | Amistosos | Amistosos | Eliminatorias Europeas | Eliminatorias Europeas | Eliminatorias Europeas | Eurocopa | Eurocopa | Eurocopa                                            | Eliminatorias Mundialistas | Eliminatorias Mundialistas | Eliminatorias Mundialistas | Mundial | Mundial | Mundial  | Total | Total   | Total  | Media goleadora |
| Selección | Año   | Part.     | Goles     | Asist.    | Part.                  | Goles                  | Asist.                 | Part.    | Goles    | Asist.52                                            | Part.                      | Goles54                    | Asist.                     | Part.50 | Goles54 | Asist.50 | Part. | Goles50 | Asist. | Media goleadora |
| --------- | ----- | --------- | --------- | --------- | ---------------------- | ---------------------- | ---------------------- | -------- | -------- | --------------------------------------------------- | -------------------------- | -------------------------- | -------------------------- | ------- | ------- | -------- | ----- | ------- | ------ | --------------- |
| Francia   | 2017  | 3         | 0         | 1         | -                      | -                      | -                      | -        | -        | -                                                   | 2                          | 0                          | 0                          | -       | -       | -        | 5     | 0       | 1      | 0               |
| Francia   | 2018  | 4         | 0         | 0         | -                      | -                      | -                      | -        | -        | -                                                   | -                          | -                          | -                          | 5       | 0       | 1        | 9     | 0       | 1      | 0               |
| Francia   | Total | 7         | 0         | 1         | -                      | -                      | -                      | -        | -        | }grñ}+++++++++++++ -!!2!!0!!0!!5!!0!!1!!14!!0!!2!!0 |                            |                            |                            |         |         |          |       |         |        |                 |

## Palmarés

### Campeonatos nacionales
| Título                | Club             | País     | Año     |
| --------------------- | ---------------- | -------- | ------- |
| Supercopa de Alemania | Bayern de Múnich | Alemania | 2017    |
| Bundesliga            | Bayern de Múnich | Alemania | 2017-18 |
| Supercopa de Alemania | Bayern de Múnich | Alemania | 2018    |
| Bundesliga            | Bayern de Múnich | Alemania | 2018-19 |
| Copa de Alemania      | Bayern de Múnich | Alemania | 2018-19 |
| Bundesliga            | Bayern de Múnich | Alemania | 2019-20 |
| Copa de Alemania      | Bayern de Múnich | Alemania | 2019-20 |
| Supercopa de Alemania | Bayern de Múnich | Alemania | 2020    |
| Bundesliga            | Bayern de Múnich | Alemania | 2020-21 |
| Supercopa de Alemania | Bayern de Múnich | Alemania | 2021    |
| Bundesliga            | Bayern de Múnich | Alemania | 2021-22 |

### Campeonatos internacionales
| Título                            | Club (*)         | Sede     | Año  |
| --------------------------------- | ---------------- | -------- | ---- |
| Copa Mundial de Fútbol            | Francia          | Rusia    | 2018 |
| Liga de Campeones de la UEFA      | Bayern de Múnich | Lisboa   | 2020 |
| Supercopa de Europa               | Bayern de Múnich | Budapest | 2020 |
| Copa Mundial de Clubes de la FIFA | Bayern de Múnich | Catar    | 2020 |

(*) Incluyendo la selección.

### Distinciones individuales
| Distinción                     | Año  |
| ------------------------------ | ---- |
| Equipo Ideal de la Liga Europa | 2017 |

### Condecoraciones
| Distinción                      | Año  |
| ------------------------------- | ---- |
| Caballero de la Legión de Honor | 2019 |